# Münsterbusch zwischen Hamm und Haumühle
Das Naturschutzgebiet ACK-015 Münsterbusch zwischen Hamm und Haumühle liegt auf dem Gebiet der Stadt Stolberg in der Städteregion Aachen.
Das aus zwei Teilflächen bestehende Gebiet erstreckt sich westlich der Kernstadt Stolberg und südlich des Stolberger Stadtteils Atsch. Westlich des Gebietes und an seinem südwestlichen Rand fließt die Inde, hier auch Münsterbach genannt (im Münsterbachtal). Am nördlichen Rand verläuft die Landesstraße L 221.

## Bedeutung
Das etwa 124 ha große Gebiet wurde im Jahr 1985 unter der Schlüsselnummer ACK-015 unter Naturschutz gestellt.
Schutzziele sind u. a.
- der Schutz naturnaher Fließgewässerabschnitte,
- der Schutz der naturnahen Bachaue, insbesondere des Wasserhaushaltes,
- Schutz, Erhalt und Pflege der Schwermetallrasen und Borstgrasrasen,
- Schutz, Erhalt und Pflege der trockenen bis feuchten Heiden,
- Schutz und Erhalt der Feucht- und Nassgrünländer bzw. ihrer Brachestadien,
- Schutz und Erhalt naturnaher Quellbachabschnitte,
- Schutz, Erhalt und Entwicklung naturnaher Bachauenwälder mit Riesen-Schachtelhalm sowie standortheimischer Eichen-Hainbuchenwälder, oft Niederwälder,
- Förderung der Entwicklung naturnaher standortheimischer Laubwaldbestände,
- Förderung von Alt- und Totholz,
- Schutz und Pflege der Gehölzstrukturen des Tales mit zahlreichen alten Einzelbäumen, Baumreihen, Baumgruppen[1]

Es liegt unmittelbar neben dem Naturschutzgebiet ACS-012, Brander Wald und wird zum Teil als Standortübungsplatz (StoÜbPl Aachen-Brand/Münsterbusch) genutzt.